# 愛知バスジャック事件
愛知バスジャック事件（愛知バスジャックじけん）とは、2008年（平成20年）7月16日に愛知県で発生したバス乗っ取り（バスジャック）事件。

## 経過
2008年（平成20年）7月16日正午ごろ、名古屋駅から東京駅に向かうJR東海バス運行の高速バス「スーパーライナー18便」（三菱ふそう・エアロキング、車番:744-01992、登録番号:名古屋200か・617、2001年（平成13年）式）が愛知県岡崎市の東名高速道路を走行中、山口県宇部市に住む当時14歳の少年に乗っ取られた。
少年は当時38歳の運転手に果物ナイフを突きつけて「東京までノンストップで向かえ!!」などと脅し、2階席にいた9人の乗客を1階に下ろして監禁させた。
12時50分ごろ、JR東海バスの男性社員が「ナイフを持った客が運転席の後ろにいる。110番してくれ」と携帯電話で同社本社に連絡した。その後、13時10分ごろ、少年の声で「おれはバスジャックした」と110番通報があった。通報を受けた愛知県警はバスを美合パーキングエリアに誘導、停車させ犯人を説得。13時56分、監禁、銃刀法違反容疑で少年を逮捕した。

## 動機
少年は警察の調べに対し、当初は「友人から10万円を借り、交際したいと思っていた女子生徒に渡したかった」と供述していたが、その後「友人に借金を申し込んだことなどを親に叱られ、嫌がらせでやった」と供述を変えた。名古屋駅発東京駅行きの高速バスに乗車したことについては「東京に行けば人込みに紛れられると思った。あわよくば東京ドームに行きたかった」と供述している。
また、犯行に使われた果物ナイフについては「愛知県内にある100円ショップで購入した」と話しており、「西鉄バスジャック事件を見て犯行を思い立った」とも供述していた。